# 조피볼락
조피볼락(Sebastes schlegelii, Korean rockfish, 粗皮-)은 쏨뱅이목 양볼락과에 속하는, 아시아 북부에서 볼 수 있는 바닷물고기이다. 어린 것의 몸색은 검은색이며 나이가 듦에 따라 측면에 얼룰덜룩한 회색으로 바뀌면서 흰색에 가까워진다. 이 종은 수역에 따라 크기가 크게 다를 수 있다. 최대 18년까지 살 수 있으며 오래된 개체는 평균보다 훨씬 더 큰 편이다. 기록된 최대 길이는 60센티미터이며, 그 무게는 3킬로그램에 이른다. 암컷은 번식기에 125,000~1,200,000개의 알을 낳는다. 암컷이 알을 자신의 몸으로 흡수시킬 수도 있음이 종종 관찰되었다.
괴도라치장님물이(Lepeophtheirus elegans)는 조피볼락(S. schlegelii)으로 보고된 바다물이의 종이다.

## 이름
조피볼락(粗皮)이라는 이름은 피부가 거친 볼락이라는 뜻이다. 서유구가 쓴 《전어지》에서 막힐 울(鬱) 자와 누를 억(抑) 자를 써서 울억어(鬱抑魚)라는 이름으로 소개하고 있다. 이 명칭이 현대에는 우럭이라는 이름으로 전해져 사용된다.